# Gliszić
Gliszić (mac. Глишиќ) – wieś w południowej Macedonii Północnej, w gminie Kawadarci. W 2002 roku liczyła 1562 mieszkańców.

Położenie wsi na mapie gminy

Według danych ze spisu powszechnego przeprowadzonego w 2002 roku wieś zamieszkiwało 1562 osoby deklarujące następujące narodowości: 
- Macedończycy – 1547 (99,04%)
- Serbowie – 5 (0,32%)
- Arumuni – 4 (0,26%)
- inni – 6 (0,38%)